# 老鼠洲
老鼠洲或稱老鼠島（英語：或譯作Mouse Island）是香港已消失島嶼，位於屯門青山灣中央，地區行政上屬屯門區。
該島在未填海前是一個無人島，隨著屯門新市鎮的開發，老鼠洲於1980年代開始消失，島嶼連陸後，其附近分別發展為兆麟苑和恒福花園。
該地現有老鼠洲兒童遊樂場，仍保留島上小山丘，旁有碑記述此事。該遊樂場是香港唯一一個主要善用環保物料建造的公園，由香港建築署設計，耗資2,600萬港元興建，並於2004年8月啟用。該處原有一艘長40米的中式帆船造型的兒童遊樂設施，但於2009年3月被焚毀，後來便重建。消防員聲稱起火原因沒有可疑，但遭到坊間質疑。

## 資料來源與註釋
1. ↑  . 中原地圖. 3月3日.
2. ↑  . 香港公共圖書館 - 多媒體資訊系統. 1月16日. [永久]
3. ↑  .   [2010-03-03]. （原始内容存档于2020-02-25）.

## 外部連結
22°22′59″N 113°58′32″E / 22.3829846°N 113.9756713°E